# Starrkirch-Wil
Starrkirch-Wil es una comuna suiza del cantón de Soleura, situada en el distrito de Olten. Limita al oeste y noroeste con la ciudad de Olten, al noreste y este con la comuna de Dulliken, y al sur con Oftringen (AG) y Aarburg (AG).

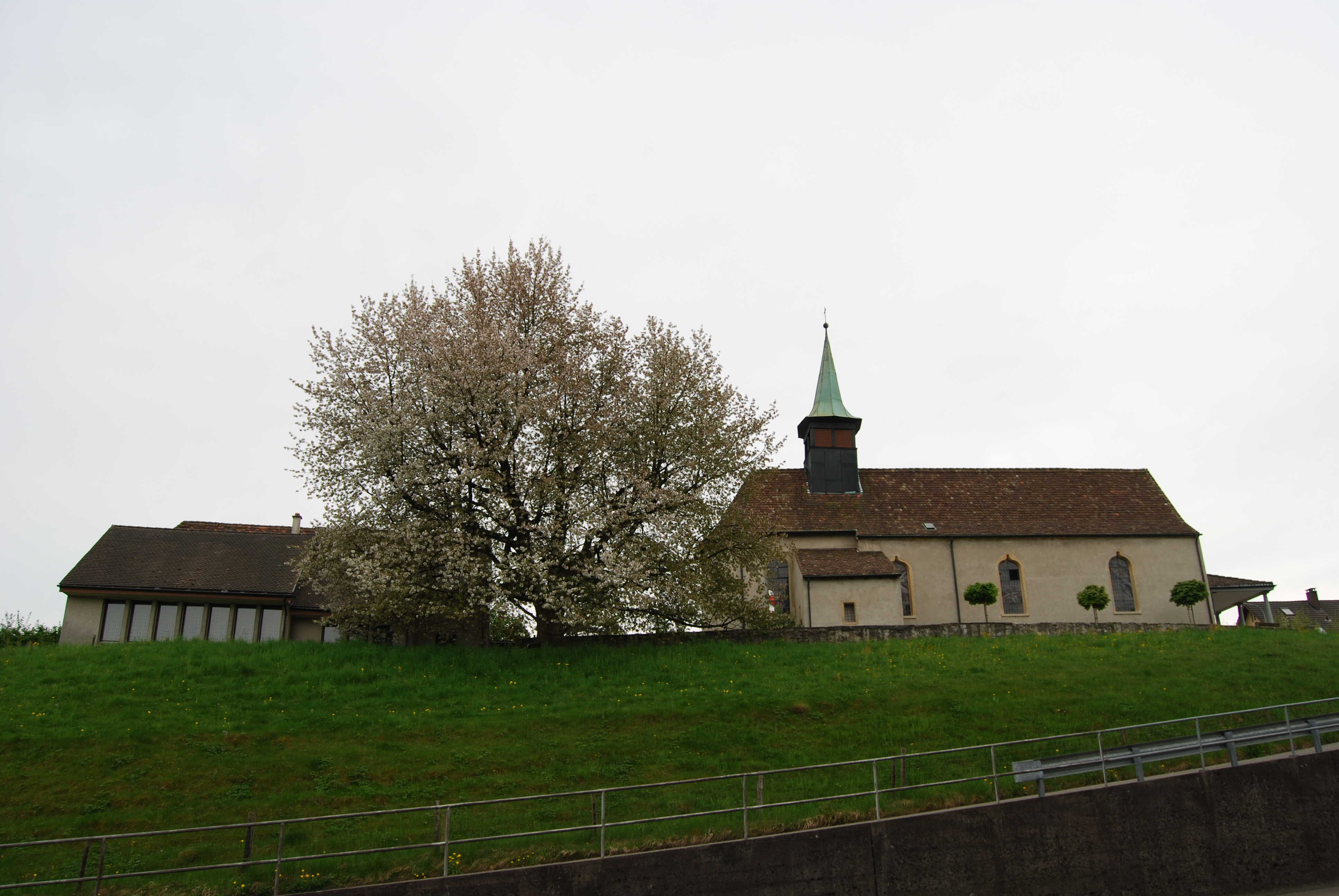
Starrkirch-Wil